# Siphona rossica
Siphona rossica är en tvåvingeart som beskrevs av Louis-Paul Mesnil 1961. Siphona rossica ingår i släktet Siphona och familjen parasitflugor. Arten är reproducerande i Sverige. Inga underarter finns listade i Catalogue of Life.